# Bruchus nelumbii
Bruchus nelumbii is een keversoort uit de familie bladkevers (Chrysomelidae). De wetenschappelijke naam van de soort werd in 1869 gepubliceerd door Boisduval.